# Sinchronicity
Pour les articles homophones, voir Synchronicity (homonymie).
Sinchronicity est une série télévisée britannique en 6 épisodes de 50 minutes diffusée entre le 16 juillet et le 20 août 2006 sur BBC Three. 
Julian Murphy en est le producteur délégué. On lui doit également les séries Et alors ?, Sugar Rush et Hex : La Malédiction. Jemima Rooper, qui interprète ici le rôle de Fi, est apparue dans toutes ses séries.
En France, elle a été diffusée à partir du 11 février 2009 sur Virgin 17.

## Synopsis
L'histoire d'un triangle amoureux entre Nathan, Jase, son meilleur ami, et Fi, la petite amie de Jase.

## Distribution
- Paul Chequer (en) (VF : Sébastien Desjours) : Nathan
- Jemima Rooper (VF : Barbara Beretta) : Fi
- Daniel Percival (en) (VF : Adrien Antoine) : Jase
- Navin Chowdhry (en) (VF : Xavier Béja) : Mani
- Mark Smith : Baas
- Camille Coduri (VF : Juliette Degenne) : Peggy Simmons
- John Sheahan : Fabian /« Fay »
- Danielle Urbas : Rosa
- Matthew Sim (VF : Patrick Osmond) : Derek
- Kate Atkinson (VF : Christelle Lang) : Helena

## Épisodes
1. Triangle amoureux (Épisode 1)
2. Distances (Épisode 2)
3. Amours Emmêlées (Épisode 3)
4. Pilules Miracles (Épisode 4)
5. Pour quelques mensonges de plus (Épisode 5)
6. Réalités (Épisode 6)

## Anecdotes
- Paul Chequer et Jemima Rooper, les interprètes de Nathan et Fi, apparaissent également dans la série Et alors ?, produite par Julian Murphy.